# Beaulieu (métro d'Alger)
Pour les articles homonymes, voir Beaulieu.
Beaulieu est une station de la ligne 1 du métro d'Alger actuellement en travaux et qui doit être mise en service à l'horizon 2026.

## Caractéristiques
La station est située au cœur du quartier résidentiel de Beaulieu dans la commune d'Oued Smar. Elle passe sous l'avenue Ahmed Hamidouche.
Elle disposera de deux sorties. Elle sera équipée d'un ascenseur pour personnes à mobilité réduite.

## Historique
La station fait partie de l'extension B1  de la ligne 1 du métro d'Alger dont les travaux ont débuté en 2015.

## À proximité
- École supérieure de matériel
- Lycée Ahmed Al Biruni

## Galerie de photographies

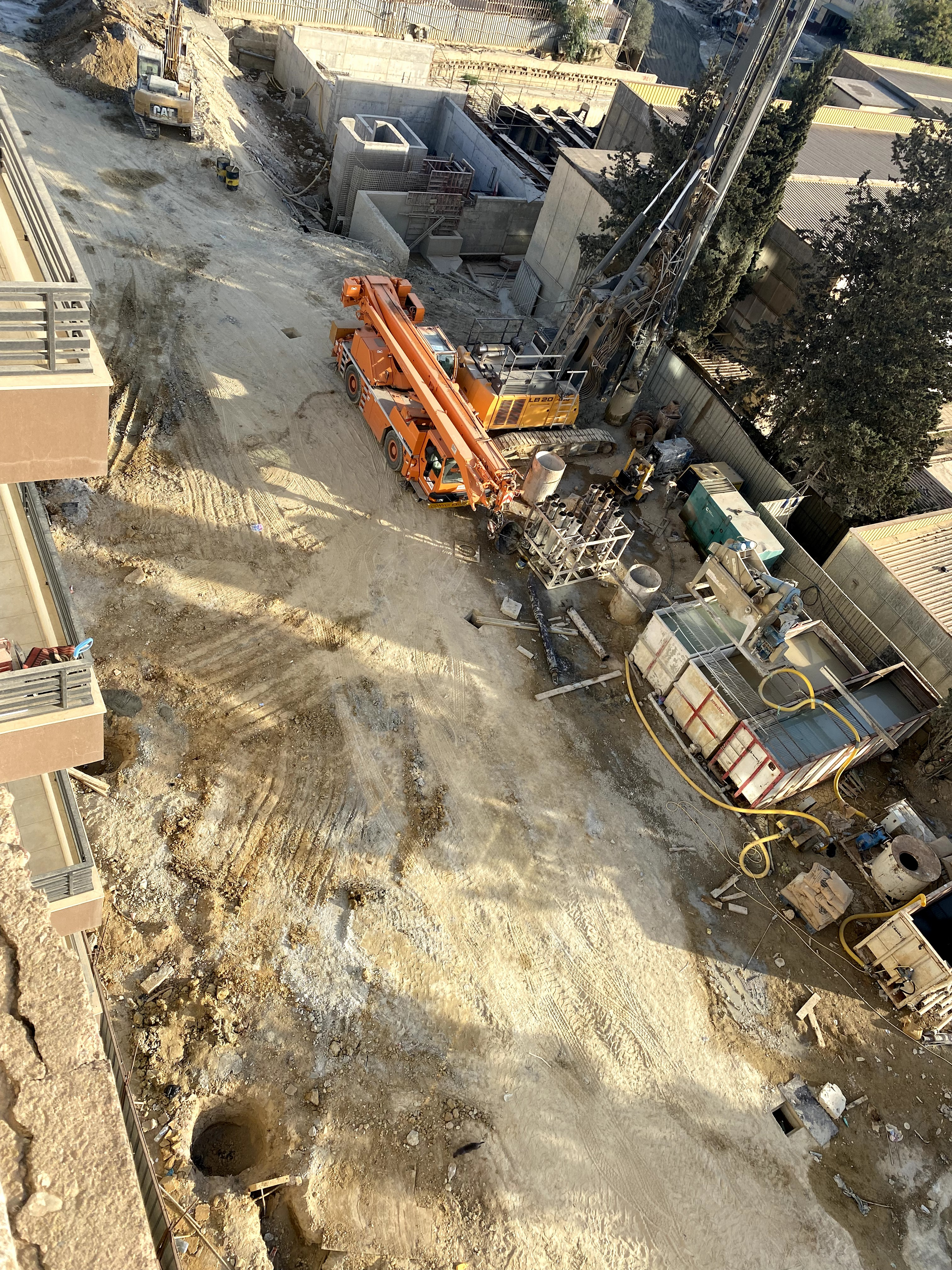
Vue des travaux de la station de métro Beaulieu.
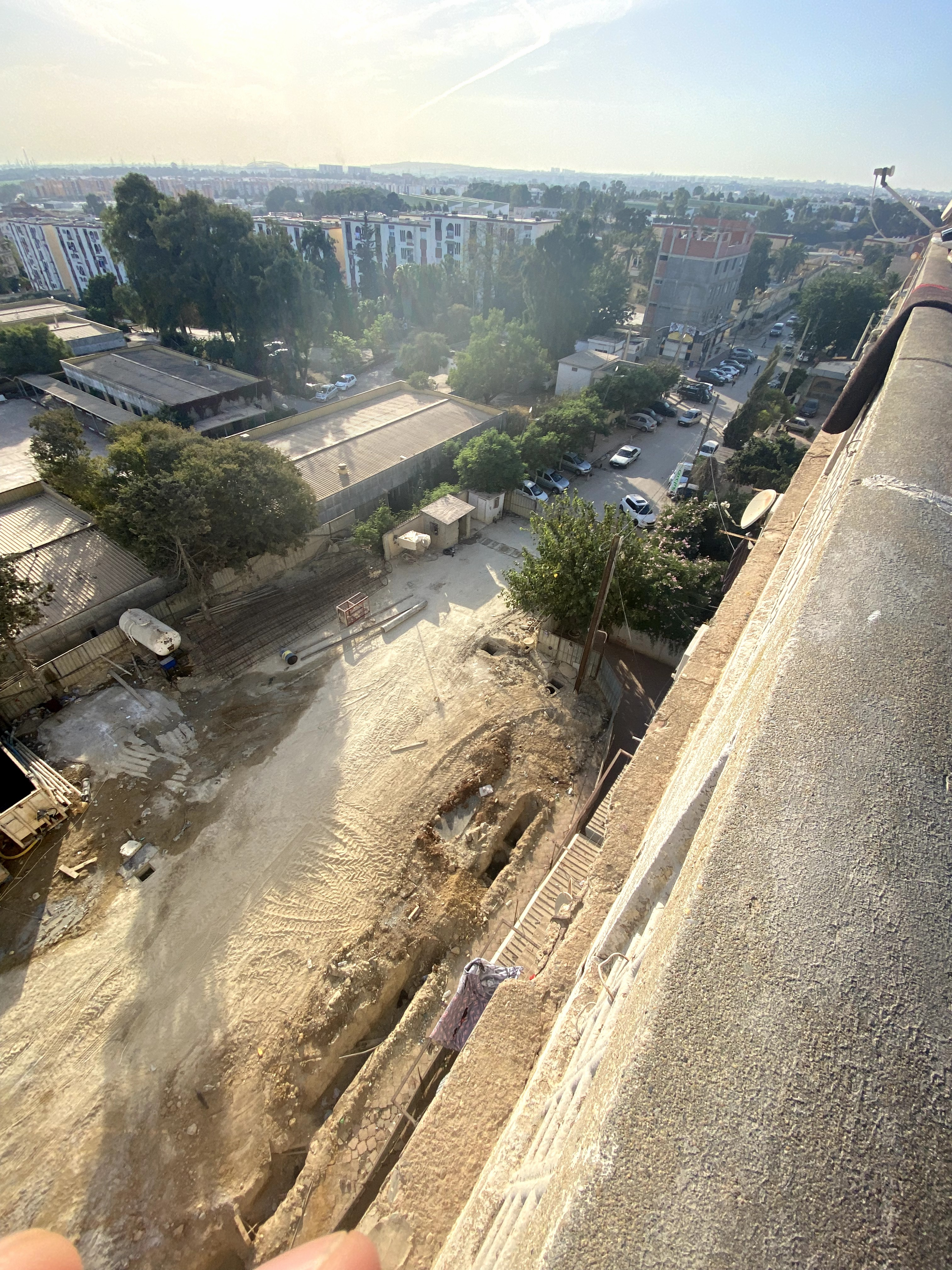
Vue des travaux de la station de métro Beaulieu.